# X Games 17
X Games XVII – zawody sportów ekstremalnych, które odbyły się od 28 do 31 lipca 2011 w Los Angeles, Kalifornia. Wydarzenie odbywało się w Staples Center, Nokia Theater i innych obiektach L.A. Live. Zawody rozegrano w konkurencjach Moto X, skateboarding, BMX, i w rajdach samochodowych. X Games XVII były pierwszymi w historii X Games, podczas których rozegrano zawody w Enduro, które zastąpiły Super X.

## Rezultaty

### Moto X
| Konkurencja:           | 1. miejsce        | Rezultat | 2. miejsce    | Rezultat | 3. miejsce     | Rezultat |
| Moto X Enduro Mężczyzn | Tadeusz Błażusiak |          | Mike Brown    |          | Justin Soule   |          |
| Moto X Enduro Kobiet   | Maria Forsberg    |          | Tarah Gieger  |          | Kacy Martinez  |          |
| Moto X Racing Kobiet   | Vicki Golden      |          | Tarah Gieger  |          | Livia Lancelot |          |
| Moto X Freestyle       | Nate Adams        | 91       | Adam Jones    | 86       | Dany Torres    | 83       |
| Moto X Step Up         | Matt Buyten       | 37' 0"   | Ronnie Renner | 35' 6"   | Myles Richmond | 35' 6"   |
| Moto X Best Whip*      | Jeremy Stenberg   | 27%      | Todd Potter   | 24%      | Jarryd McNeil  | 22%      |
| Moto X Best Trick      | Jackson Strong    | 95.66    | Cam Sinclair  | 94.66    | Josh Sheehan   | 93.33    |
| Moto X Speed & Style   | Nate Adams        |          | Mike Mason    |          | Ronnie Faisst  |          |

* O rywalizacji decydowali kibice za pomocą wiadomości tekstowych

### Skateboarding
| Konkurencja:                              | 1. miejsce          | Rezultat | 2. miejsce         | Rezultat | 3. miejsce     | Rezultat |
| Skateboard Big Air                        | Bob Burnquist       | 92.66    | Adam Taylor        | 89.66    | Edgard Pereira | 87.00    |
| Skateboard Freestyle Vert                 | Shaun White         | 93.00    | Pierre-Luc Gagnon  | 91.66    | Bucky Lasek    | 87.66    |
| Skateboard Street Mężczyzn                | Nyjah Huston        | 91.66    | Luan Oliveira      | 91.00    | Ryan Sheckler  | 89.00    |
| Skateboard Street Kobiet                  | Marisa Dal Santo    | 88.00    | Alexis Sablone     | 84.33    | Leticia Bufoni | 78.00    |
| Skateboard Park                           | Raven Tershy        | 82       | Pedro Barros       | 81       | Ben Hatchell   | 75       |
| Hometown Heroes Amateur Skateboard Street | Julian Christianson | 88.33    | Brendon Villanueva | 86.66    | Dan Coe        | 80.00    |
| Skateboard Game of SK8                    | Ryan Decenzo        |          |                    |          |                |          |

### BMX
| Konkurencja:          | 1. miejsce       | Rezultat | 2. miejsce     | Rezultat | 3. miejsce     | Rezultat |
| BMX Freestyle Vert    | Jamie Bestwick   | 92       | Steve McCann   | 90       | Vince Byron    | 79       |
| BMX Freestyle Park    | Daniel Dhers     | 81 (35)  | Dennis Enarson | 81 (31)  | Scotty Cranmer | 72       |
| BMX Freestyle Big Air | Steve McCann     | 91.66    | Vince Byron    | 90.66    | Chad Kagy      | 89.33    |
| BMX Freestyle Street  | Garrett Reynolds | 92       | Dennis Enarson | 85       | Dakota Roche   | 84       |

### Rajdy Samochodowe
| Konkurencja:     | 1. miejsce   | 2. miejsce      | 3. miejsce      |
| Rally Car Racing | Liam Doran   | Marcus Grönholm | David Higgins   |
| RallyCross       | Brian Deegan | Tanner Foust    | Marcus Grönholm |